# Mortal Kombat Legends: Battle of the Realms
Mortal Kombat Legends: Battle of the Realms (Br/Prt: Mortal Kombat Legends: Batalha dos Reinos) é um filme norte-americano de animação adulto de artes marciais de 2021 baseado na franquia Mortal Kombat criado por Ed Boon e John Tobias. O estúdio sul coreano Studio Mir animou o filme e foi produzido pela Warner Bros. Animation. Continuação de Mortal Kombat Legends:  Kombat Legends: Scorpion's Revenge]], tem uma história tomando inspiração de  Mortal Kombat II, 3, Deception e X, seguindo o torneio de luta Mortal Kombat em Outworld. Liu Kang tenta cumprir seu destino como campeão do torneio anterior, enquanto Scorpion tenta impedir Shinnok de conseguir um artefato místico enquanto é caçado pelo jovem Sub-Zero.

## Elenco
- Jordan Rodrigues como Liu Kang
- Patrick Seitz como Hanzo Hasashi / Scorpion
- Bayardo De Murguia como Kuai Liang / Sub-Zero
- Joel McHale como Johnny Cage
- Jennifer Carpenter como Sonya Blade
- Artt Butler como Shang Tsung, Soldado de Shao Kahn, Cyrax
- Robin Atkin Downes como Kano
- Dave B. Mitchell como Raiden, Sektor, Kintaro
- Ike Amadi como Jackson "Jax" Briggs, One Being
- Kevin Michael Richardson como Shinnok, Reiko
- Grey Griffin como Kitana, Satoshi Hasashi, Li Mei
- Fred Tatasciore como Shao Kahn
- Matthew Mercer como Kurtis Stryker, Demon One, Smoke
- Matthew Yang King como Kung Lao
- Paul Nakauchi como Mestre Lin Kuei
- Emily O'Brien como Jade, Lin Kang
- Debra Wilson como D'Vorah
- Matthew Lillard como Salsicha Rogers (participação no logo da Warner Bros. Animation)